# Bóxtha Chico
Bóxtha Chico är en ort i Mexiko.   Den ligger i kommunen San Salvador och delstaten Hidalgo, i den sydöstra delen av landet, 100 km norr om huvudstaden Mexico City. Bóxtha Chico ligger 1 947 meter över havet och antalet invånare är 263.
Terrängen runt Bóxtha Chico är platt åt sydost, men åt nordväst är den kuperad. Runt Bóxtha Chico är det ganska tätbefolkat, med 120 invånare per kvadratkilometer. Närmaste större samhälle är San Salvador, 5,5 km sydost om Bóxtha Chico. Omgivningarna runt Bóxtha Chico är en mosaik av jordbruksmark och naturlig växtlighet.